# Butch Cassidy a Sundance Kid
Butch Cassidy a Sundance Kid (v angličtině Butch Cassidy and the Sundance Kid) je americký western George Roye Hilla z roku 1969, kde hlavní role obávaných bankovních a železničních lupičů Butche Cassidyho a Sundance Kida hrají Paul Newman a Robert Redford. Film získal 4 Oscary (kamera, hudba, píseň, scénář). Historie se film drží jen volně. Hlavní ženskou postavu vytvořila Katharine Rossová.
Ústřední píseň „Raindrops Keep Fallin' on My Head“ se stala velmi oblíbenou a právě za ni dostal film jednoho ze svých Oscarů.

## Děj
Příběh vypráví o dvou banditech a lupičích – elegantním Butchi Cassidym (Paul Newman), který není nijak vynikající střelec a pistolník, a milém Sundance Kidovi (Robert Redford), který je střelec excelentní. Oba jsou členy větší lupičské bandy, která se specializuje na vylupování bank a vlaků.
Po jednom nepříliš úspěšném vyloupení peněz z vlaku a poničení vlakové soupravy se je ale rozhodnou úřady i majitelé železniční společnosti dostat. Vyšlou proti nim skupinu stopařů a šerifů, která je neúnavně pronásleduje, kam se jen hnou. Z obou se tak stanou věční štvanci. Když se jim podaří utéci z nejhoršího skokem z vysoké skály do rozbouřeného potoka, rozhodnou se odjet spolu s Sundance Kidovou přítelkyní učitelkou Ettou (Katharine Rossová) do Jižní Ameriky do Bolívie, kde zase začnou vykrádat banky a na krátkou dobu se jim opět daří. Nicméně Etta se po čase vrátí zpět do Spojených států a oni se rozhodnou pracovat a živit se poctivě, získají místo ozbrojené stráže určené pro transport peněz do místních dolů v horách. Poté, co ale společně zabijí celou skupinu bolivijských banditů, kteří jim chtěli ukrást převáženou výplatu pro místní horníky, se jejich osud naplní. Začne je opět vytrvale stíhat jak bolivijská policie, tak i bolivijská armáda a oba přátelé se kvůli mnoha léčkám a zvratům dostanou do bezvýchodné situace – oba jsou uvěznění v jedné malé bolivijské obci v jakési hospodářské budově, zraněni a obklíčeni strážci zákona. Není úniku, a tak se tedy bok po boku vrhnou vstříc nebezpečí. Zazní výstřely a vše se zastaví – film končí.

## Postavy a obsazení
- Paul Newman – Butch Cassidy
- Robert Redford – Sundance Kid
- Katharine Ross – Etta Place
- Strother Martin – Percy Garris
- Henry Jones – prodavač kol
- Jeff Corey – Šerif Bledsoe
- George Furth – Woodcock
- Cloris Leachman – Agnes
- Ted Cassidy – Harvey Logan
- Kenneth Mars – Marshal
- Donnelly Rhodes – Macon
- Jody Gilbert – tlustá žena ve vlaku
- Timothy Scott – News Carver
- Don Keefer – hasič
- Charles Dierkop – Curry
- Pancho Córdova – bankovní manažer
- Nelson Olmsted – fotograf
- Paul Bryar – hráč karet
- Sam Elliott – hráč karet
- Charles Akins – bankovní úředník
- Eric Sinclair – prodavač u Tiffanyho
- Douglas Bank – občan
- Larry Barton – občan
- Rico Cattani – bankovní stráž
- José Chávez – bolivijský policejní velitel
- Dave Dunlop – střelec
- Percy Helton – Sweetface
- Buck Holland – místní policista
- Jack Isbell – místní policista
- Enrique Lucero – strážník v bolivijské bance
- Jorge Russek – bolivijský armádní důstojník
- José Torvay – bolivijský bandita

## Produkce

### Scénář
William Goldman se poprvé setkal s příběhem Butche Cassidyho na konci padesátých let a s přestávkami ho zkoumal osm let, než začal psát scénář. Goldman říká, že příběh napsal jako původní scénář, protože se mu nechtělo dělat výzkum, aby byl stejně autentický jako román. Goldman později prohlásil:
Důvod, proč jsem to napsal... věc, je ta slavná věta, kterou napsal Scott Fitzgerald, který byl jedním z mých hrdinů: "V amerických životech neexistují žádná druhá dějství." A tak jsem se rozhodl, že to napíšu. Když jsem četl o Cassidym a Longabaughovi a o superpozici, která po nich přišla – to je fenomenální materiál. Utekli do Jižní Ameriky a žili tam osm let, a to mě nadchlo: měli druhé dějství. V Jižní Americe byli legendárnější než na starém Západě ... Je to skvělý příběh. Ti dva kluci a ta krásná holka, co odjeli do Jižní Ameriky, a tak. Prostě mi to připadá jako úžasný materiál.
Útěk postav do Jižní Ameriky způsobil, že jeden z vedoucích pracovníků scénář odmítl, protože v té době bylo ve westernových filmech neobvyklé, aby hlavní hrdinové utíkali.

### Vývoj
Podle Goldmana, když poprvé napsal scénář a poslal ho ke zvážení, chtělo ho koupit jen jedno studio – a to s podmínkou, že obě hlavní postavy do Jižní Ameriky neutečou. Když Goldman protestoval, že se tak stalo, šéf studia odpověděl: "To je mi úplně jedno. Jediné, co vím, je, že John Wayne neutíká."
Goldman scénář přepsal, "nezměnil ho o víc než pár stránek a následně zjistil, že ho chtějí všechna studia."
Role Sundance byla nabídnuta Jacku Lemmonovi, jehož produkční společnost JML produkovala film Cool Hand Luke (1967) s Newmanem v hlavní roli. Lemmon však roli odmítl, protože nerad jezdil na koni a měl pocit, že už předtím hrál příliš mnoho aspektů postavy Sundance Kida. Dalšími zvažovanými herci pro roli Sundance byli Steve McQueen a Warren Beatty, kteří ji oba odmítli, přičemž Beatty tvrdil, že film je příliš podobný filmu Bonnie a Clyde. Podle Goldmana si McQueen i Newman přečetli scénáře ve stejnou dobu a souhlasili s natáčením. McQueen nakonec kvůli neshodám s Newmanem od filmu odstoupil. Oba herci se nakonec spojili v katastrofickém filmu The Towering Inferno z roku 1974. Jacqueline Bissetová byla hlavní uchazečkou o roli Etty Placeové.
Mezi místa natáčení patřilo město duchů Grafton, národní park Zion, státní park Snow Canyon a město St. Tyto oblasti jsou i nadále oblíbenými cíli filmové turistiky, včetně Cassidyho stezky v Reds Canyonu.

## Přijetí
Po premiéře se stal velmi oblíbený – tehdy mladý a již úspěšný filmový režisér a tehdy méně známý herec Robert Redford a v té době již velmi známá hollywoodská herecká hvězda Paul Newman slavili úspěch, šlo o jejich první vzájemnou spolupráci, kterou si později zopakovali i ve filmu Podraz. Redford za roli Sundance Kida získal téhož roku cenu BAFTA za nejlepší herecký výkon. Dojímavá filmová hudba s krásnou ústřední filmovou písní celkový dojem jen podtrhly.